# Klamoš
Klamoš är en ort i Tjeckien. Den ligger i den centrala delen av landet, 80 km öster om huvudstaden Prag. Klamoš ligger 234 meter över havet och antalet invånare är 410.
Terrängen runt Klamoš är platt. Runt Klamoš är det ganska tätbefolkat, med 96 invånare per kvadratkilometer. Närmaste större samhälle är Chlumec nad Cidlinou, 4,3 km nordväst om Klamoš. I omgivningarna runt Klamoš växer i huvudsak blandskog.